# Bożena Muszkalska
Bożena Muszkalska (ur. 14 marca 1954 we Wrocławiu) – polska etnomuzykolożka, profesor nauk humanistycznych, profesor Instytutu Muzykologii Wydziału Historycznego Uniwersytetu im. Adama Mickiewicza w Poznaniu i Instytutu Muzykologii Wydziału Nauk Historycznych i Pedagogicznych Uniwersytetu Wrocławskiego.

## Życiorys
W 1990 obroniła pracę doktorską Sardyńska wielogłosowość wokalna, 15 stycznia 2001 habilitowała się na podstawie pracy zatytułowanej Tradycyjna wielogłosowość wokalna w kulturach basenu Morza Śródziemnego. 4 marca 2015 nadano jej tytuł profesora w zakresie nauk humanistycznych. Objęła funkcję profesora nadzwyczajnego w Instytucie Muzykologii na Wydziale Historycznym Uniwersytetu im. Adama Mickiewicza w Poznaniu i w Instytucie Muzykologii na Wydziale Nauk Historycznych i Pedagogicznych Uniwersytetu Wrocławskiego.

## Publikacje
- 2004: Expression of the Jewish Identity in the Contemporary Synagogue Chant in Poland, w: Manifold Identities: Studies on Music and Minorities[2]
- 2005: Od rytuału do teatru muzycznego w kulturze wschodnioeuropejskich Żydów[2]
- 2005: Postać Marii Szczepańskiej w świetle materiałów archiwalnych[2]
- 2009: Biological and Social Aspects of the Theoretical Thought of Richard Wallaschek[2]